# Catapilla (album)
Catapilla è il primo album discografico del gruppo britannico omonimo, del 1971.

## Il disco
Il loro primo lavoro è una miscela di sonorità jazz rock ottimamente eseguita, con lunghe divagazioni strumentali.

## Tracce
- Naked Death - 15:38
- Tumbleweed - 3:54
- Promises - 5:42
- Embryonic Fusion - 24:08

## Formazione
- Anna Meek - voce
- Robert Calvert - sassofono
- Hugh Eaglestone - sassofono
- Thiery Rheinhart - wind instruments
- Graham Wilson - chitarre
- Dave Taylor - basso
- Malcolm Frith - batteria